# LGBT+ en Corée du Nord
Si l'homosexualité n'est pas explicitement illégale en Corée du Nord, le peu d'information concernant la vie réelle des minorités sexuelles et de genre fait état de l'omniprésence des thérapies de conversion.

## Conditions de vie

### Thérapies de conversion
Les informations sur l'homosexualité fournies par le gouvernement nord-coréen ne sont pas vérifiables car les contacts avec la population sont pratiquement inexistants. Cependant, certains transfuges affirment que le concept même d'homosexualité n'existe pas en Corée du Nord. Selon Kim Seok-hyang, professeure en études nord-coréennes à l'université pour femmes Ewha, les Nord-Coréens qu'elle a pu interroger sur le sujet ont eu des difficultés à comprendre de quoi il s'agissait. D'après eux, lorsqu'un homme dit ne pas être attiré par les femmes, celui-ci est considéré comme malade et est susceptible de subir une thérapie.

### Droits
Bien que l'homosexualité et la transidentité ne soient pas illégales en Corée du Nord, le gouvernement ne reconnait pas les droits des personnes LGBT.